# Frederick Gowland Hopkins
Sir Frederick Gowland Hopkins (n. 20 iunie 1861, Eastbourne, Anglia, Regatul Unit al Marii Britanii și Irlandei – d. 16 mai 1947, Cambridge, Anglia, Regatul Unit) a fost un biochimist englez care, împreună cu Christiaan Eijkman, a primit Premiul Nobel pentru Medicină sau Fiziologie în 1929 pentru descoperirea vitaminelor.
În 1906, studiind corelația dintre alimentație și dezvoltarea ponderală, introduce conceptul de factori accesori ai alimentației, numiți ulterior vitamine de către Kazimierz Funk în 1911.

## Distincții și recompense
- 1929: Premiul Nobel pentru Medicină sau Fiziologie
- 1918: Royal Medal
- 1926: Medalia Copley
- 1934: Albert Medal
- 1935: Order of Merit.